# Acalymma isogenum
Acalymma isogenum es una especie de  coleóptero de la familia Chrysomelidae.
Fue descrita en 1968 por Bechyne & Bechyne.